# 伊藤喜智
伊藤 喜智（いとう よしとも、1985年（昭和60年）9月20日 - ）は、大阪府松原市出身の競艇選手。大阪府立河南高等学校卒業。
登録番号4389。身長162cm。血液型A型。98期。大阪支部所属。同期に、平山智加、松田祐季、西村拓也らがいる。

## 来歴
- 2006年5月、住之江競艇場での一般競走でデビュー。
- 2007年1月、三国競艇場での一般競走・おはよう特賞で2号艇6コースからまくり差しを決め水神祭をあげる。3連単配当は三国競艇場最高額となる458,650円となった。[1]。これはデビュー初1着時の三連単最高記録で、歴代三連単高配当でも5位にランキングしている[2]。しかしこの記録は2018年7月14日、河野主樹が水神祭で48万9350円の配当を叩き出し、水神祭での最高額記録は塗り替えられた。
- 2012年8月、ボートレース浜名湖で行われた『かんざんじ温泉観光協会会長杯』でデビュー初優出（6着）。
- 2019年11月、ボートレース三国で行われた『第23回三国競艇大賞』で、5コースよりコンマ12のトップスタートで見事まくりを決めてデビュー初優勝を飾る。[3]。

## 人物・エピソード
- 師匠は同郷の中井俊祐。また湯川浩司とも同郷である。
- やまと学校は3回目で合格[4]
- 2012年6月、桐生競艇場での新鋭リーグ第13戦で、8走連続4着を記録。これは96年以降、6人目の最長タイ記録である